# كالوم هاو
كالوم هاو (بالإنجليزية: Callum Howe) هو لاعب كرة قدم بريطاني في مركز الدفاع، ولد في 9 أبريل 1994 في دونكاستر في المملكة المتحدة. لعب مع الفرتون تاون ‏.

## وصلات خارجية
- كالوم هاو على موقع قاعدة بيانات كرة القدم.إي يو (الإنجليزية)
- كالوم هاو على موقع Soccerway.com (الإنجليزية)